# Syndrome X (cardiovasculaire)
Pour les articles homonymes, voir Syndrome X.
 Mise en garde médicale
En cardiologie, le syndrome X est un syndrome associant une douleur thoracique considérée comme une angine de poitrine avec des artères coronaires considérées comme saines à la coronarographie,.